# Alexandre de Oldemburgo
Alexandre Petrovich de Oldemburgo (2 de junho de 1844 - 6 de setembro de 1932) foi um filho do duque Pedro Georgievich de Oldemburgo e da sua esposa, a princesa Teresa de Nassau-Weilburg. Apesar de ter um título e descendência alemãs, Alexandre e os seus irmãos nasceram e foram educados em São Petersburgo, sendo netos da grã-duquesa Catarina Pavlovna da Rússia.
Alexandre prestou serviço militar como general-adjunto do czar Alexandre III da Rússia e também como general da guarda imperial. Alexandre foi o candidato russo para suceder ao príncipe Alexandre da Bulgária no trono deste país, apesar de a sua nomeação não ter sido apoiada pelas grandes forças europeias. Quando rebentou a Primeira Guerra Mundial, o czar Nicolau II nomeou-o chefe supremo dos serviços médicos do exército e da marinha pela sua formação em medicina.
Alexandre e a sua esposa, a princesa Eugénia Maximilianovna de Leuchtenberg, eram admirados pela sua filantropia, criando escolas, hospitais, orfanatos e outras organizações caritativas na Rússia. Durante a Primeira Guerra Mundial, o duque recebeu soldados britânicos e franceses num sanatório que ele tinha criado na Crimeia sem custos. Quando rebentou a Revolução Russa, Alexandre chegou a ser dito que Alexandre estava entre as vitimas da onda de assassinatos de membros da família imperial por parte dos bolcheviques, algo que não passou de um boato, visto que o duque conseguiu fugir e refugiou-se na Finlândia, passando depois o resto da vida a viver em exílio na França onde veio a morrer no dia 6 de Setembro de 1932.

## Família e primeiros anos
O avô de Alexandre tinha-se casado com a grã-duquesa Catarina Pavlovna, filha do czar Paulo I da Rússia e os seus descendentes tinham sido criados na Rússia, tornando-se completamente russos. Assim, apesar do seu título alemão, o duque Alexandre, tal como o seu pai e irmãos, cresceu na Rússia, prestou serviço militar para os czares e era considerado um membro da família imperial.

## Casamento

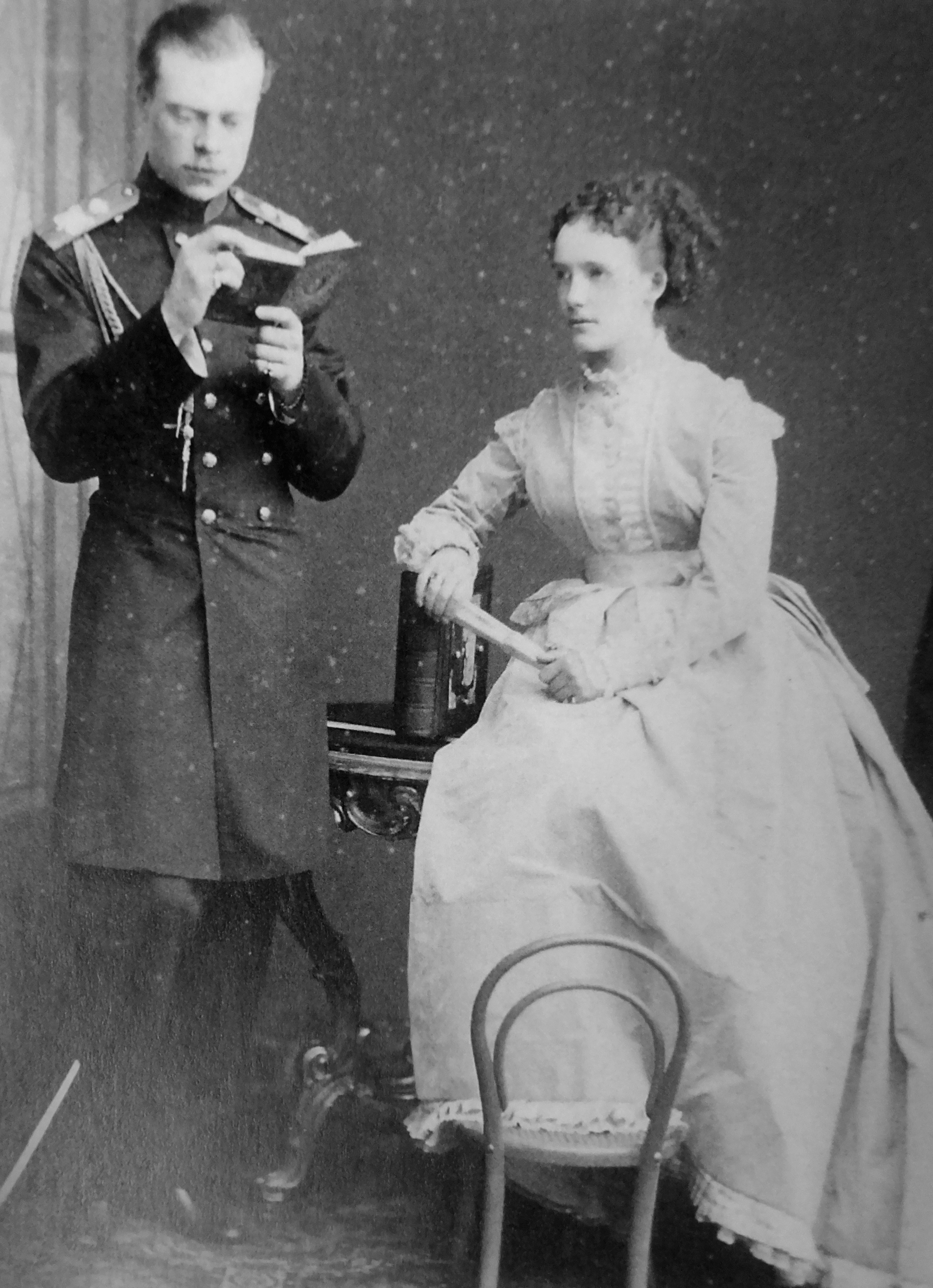
Alexandre e Eugénia

No dia 19 de janeiro de 1868, Alexandre casou-se com a princesa Eugénia Maximilianovna de Leuchtenberg, filha do duque Maximiliano de Beauharnais. Tal como o que acontecia com a família de Alexandre, a família de Eugénia também era um ramo distinto da família imperial, visto que o seu pai se tinha mudado para a Rússia após o seu casamento com a grã-duquesa Maria Nikolaevna da Rússia, uma filha do czar Nicolau I. Tinha direito ao tratamento de alteza imperial e tinha nascido e crescido em São Petersburgo.
O casal teve apenas um filho, o duque Pedro Alexandrovich de Oldemburgo. Eugénia era uma grande amiga da czarina Maria Feodorovna e as duas ajudaram a arranjar o casamento de Pedro com a filha de Maria, a grã-duquesa Olga Alexandrovna.

## Carreira militar e profissional

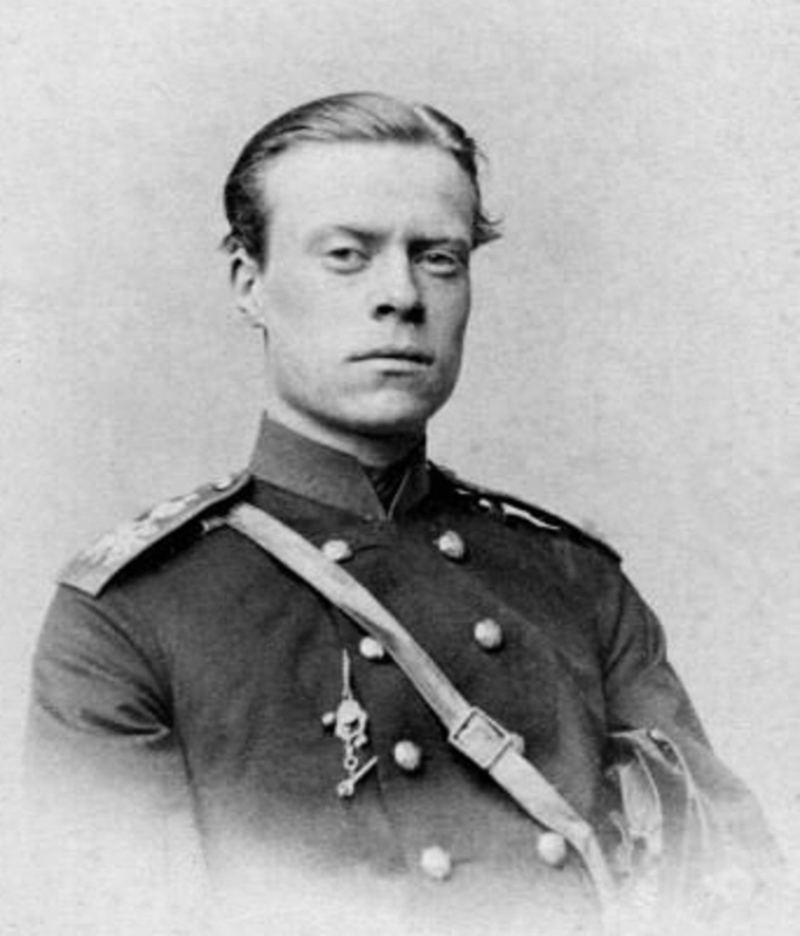
Alexandre

Tal como os seus dois irmãos, Alexandre prestou serviço militar no exército russo. Teve as posições de general-adjunto do czar Alexandre III  e foi também general da guarda imperial, servindo depois no conselho de estado.
Em 1889 Alexandre demitiu-se da sua posição de general da guarda imperial devido ao tom cada vez mais anti-germânico que se estava a utilizar na política russa e também porque se queria livrar das barreiras que o poderiam vir a impedir de suceder ao grão-ducado de Oldemburgo. O czar Alexandre não aceitou a sua demissão, mas deu uma licença de onze meses ao duque.
Alexandre era um dos príncipes mais ricos da Rússia, tanto em fundos monetários como em propriedades que possuía, algo que se devia em parte à riqueza da sua esposa que, como neta do czar Nicolau I da Rússia, terá herdado uma grande fortuna. Alexandre também estava no segundo lugar de sucessão no grão-ducado de Oldemburgo, visto que o grão-duque Frederico Augusto II tinha apenas um filho, o grão-duque hereditário Nicolau. Se este tivesse morrido antes do pai, Alexandre teria sido herdeiro.
Alexandre tinha-se formado em medicina e tinha um papel activo nos hospitais que tinha ajudado a criar. Com o rebentar da Primeira Guerra Mundial em 1914, o czar Nicolau II nomeou-o para a posição de chefe dos serviços médicos do exército e da marinha. Apesar de esta nomeação ser pouco comum para membros da realeza, já tinha havido outra similar quando o príncipe Luís Fernando da Baviera prestou serviço como cirurgião geral no exército alemão.

## Candidato ao trono da Bulgária
Depois de o príncipe Alexandre I da Bulgária abdicar do trono no dia 7 de setembro de 1886, apareceram vários candidatos para o substituir, sugeridos pelas grandes potências europeias, principalmente pelos governos da Rússia e da Alemanha. Devido às suas origens russas, foi Alexandre o candidato sugerido pelo governo russo. Não só estava casado com uma princesa russa e era neto de uma grã-duquesa, mas também tinha a posição de general-adjunto do czar Alexandre e era general da guarda imperial. Também era assumido que, apesar de haver o risco de que o duque perdesse muita propriedade se sucedesse em Oldemburgo, poderia também manter a sua riqueza porque tinha o apoio do czar Alexandre.
Contudo, o resto da Europa tentava desesperadamente desprover a Bulgária de qualquer laço com a Rússia, por isso preferiram apoiar outros candidatos como um príncipe da Dinamarca e até o rei da Roménia. No final o lugar acabou por ir para o príncipe Fernando de Saxe-Coburgo-Gota que se tornou no príncipe Fernando I da Bulgária.

## Filantropia

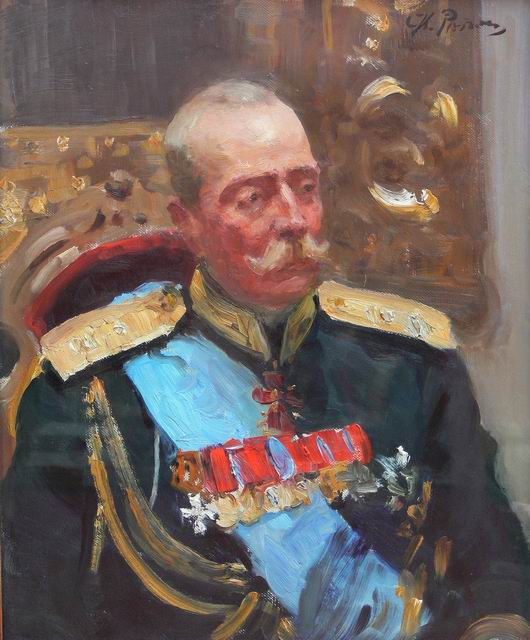
Pintura de Alexandre em Sessão Solene do Conselho de Estado
Ilia Repin, 1901, Museu Russo

Tal como o seu pai, Alexandre era bem-educado e inteligente, dedicando grande parte do seu tempo e energia a trabalhos filantropos por toda a Rússia. Era presidente de várias escolas, bem como do Instituto de Medicina Experimental de São Petersburgo. Alexandre e Eugénia criaram o Instituo Oldemburgo na mesma cidade onde mais de dois mil rapazes e raparigas tiveram uma educação técnica ao mesmo tempo que aprendiam ofícios e recebiam comida e alojamento gratuitos, tudo à custa do duque e da duquesa. Os seus grandes investimentos ajudaram a criar e a manter escolas técnicas, hospitais, orfanatos e outras instituições por toda a Rússia. Como Alexandre era médico, envolvia-se profundamente na gerência dos seus hospitais, cuidando ele próprio dos doentes e feridos quando chegavam dos hospitais-de-campo. Na sua posição de chefe dos serviços médicos durante a Grande Guerra, Alexandre convidou centenas de soldados franceses e britânicos a ficarem num sanatório que tinha aberto na Crimeia sem qualquer custo. Também melhorou muito a organização e tratamento de soldados feridos na frente de combate.
Enquanto estavam presentes na inauguração do Instituto de Medicina Experimental em janeiro de 1907, uma figura importante do governo, o general von Launitz, foi assassinado em frente de Alexandre e Eugénia. O general estava a poucos metros de distância em frente de Alexandre e, por alguns momentos, Eugénia pensou que tinha sido o seu marido a ser atingido, pelo que desmaiou.
Os contributos de Alexandre e Eugénia ficaram tão conhecidos que um jornal declarou em 1914 que, devido ao facto de o casal ter dedicado a vida e grande parte da sua saúde à filantropia "é provável que não existam duas pessoas que são tão adoradas universalmente como o duque e a duquesa Alexandre de Oldemburgo." 

## Últimos anos

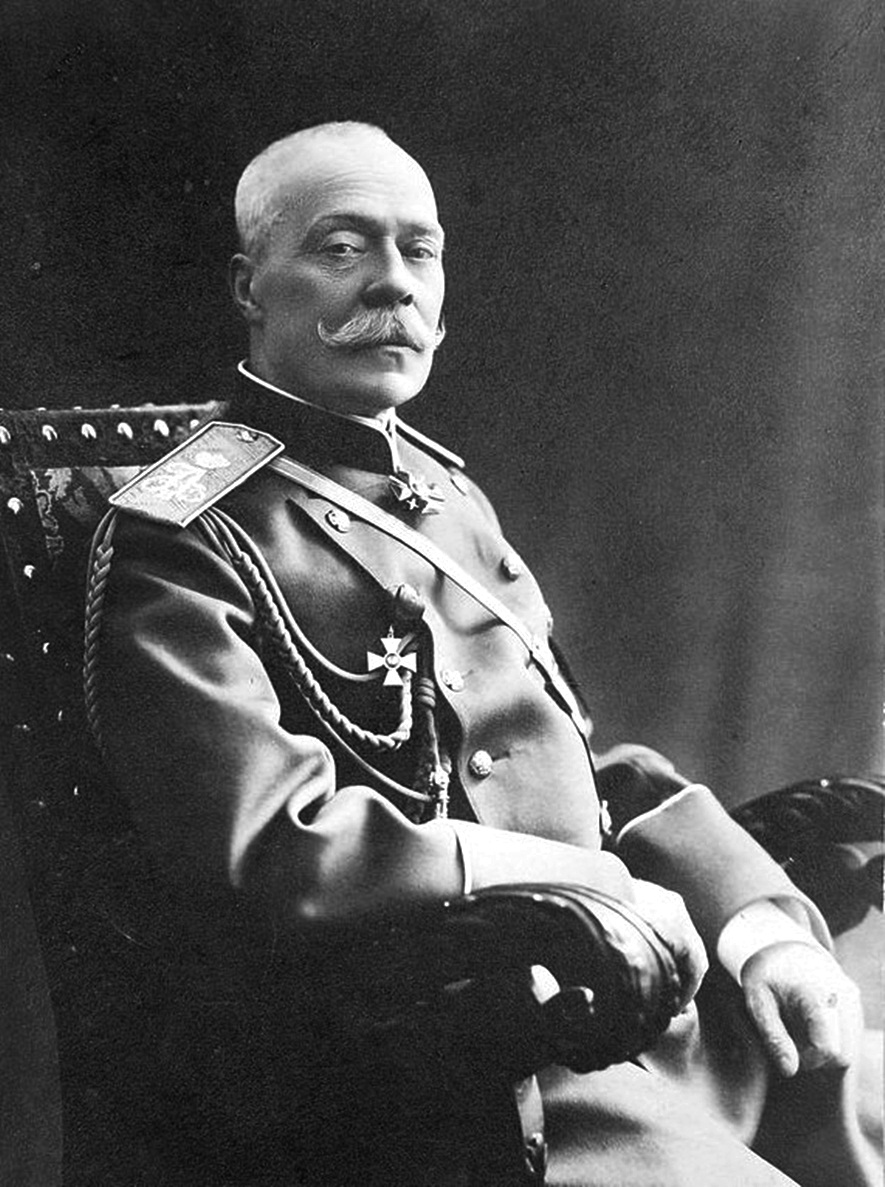
Alexandre

Em 1902, uma multidão de camponeses queimou uma propriedade que Alexandre tinha no sul da Rússia que lhe tinha sido oferecida pelo tio de Eugénia, o czar Alexandre II como prenda de casamento. O incidente aconteceu porque a multidão estava a manifestar-se e tinha levado a sério um boato de que o czar planeava retirar as terras que tinha dado aos camponeses. A multidão percorreu todo o sul da Rússia e causou grandes danos. A casa sobreviveu, mas quinze anos depois foi confiscada pelo governo bolchevique e foi várias coisas ao longo dos anos, incluindo barricadas, uma escola, um hospital e uma estalagem para trabalhadores de uma fábrica próxima.
Em 1914, Alexandre era quase um inválido e viajava apenas com a ajuda de uma enfermeira que tinha para cuidar dele. Mais tarde, nesse ano, quando viajava de carro em Wiesenthal, Baden, com o seu criado e a enfermeira, Alexandre teve um acidente do qual sobreviveu com ferimentos muito graves. Todos os que viajavam com ele ficaram feridos com gravidade, mas ninguém morreu.

### Revolução Russa
Apesar das muitas contribuições para a caridade, o príncipe foi precedido pelo governo bolchevique que também destruiu todas as instituições que tinham sido criadas por ele. Durante a revolução, chegou a dizer-se que Alexandre tinha sido um dos membros da família imperial a ser mortos pelo governo, contudo o duque encontrava-se refugiado na Finlândia. Depois mudou-se para Paris. Quando ficou sem as suas propriedades, que eram a sua maior fonte de rendimento, Alexandre passou a viver relativamente sem dinheiro em França. Morreu em Biarritz no dia 6 de novembro de 1932. 